# جون كوتينو
جون كوتينو (بالإنجليزية: John Coutinho)‏ هو لاعب كرة قدم هندي، ولد في 11 سبتمبر 1989 في مومباي في الهند. لعب مع نادي مومباي لكرة القدم.

## وصلات خارجية
- جون كوتينو على موقع قاعدة بيانات كرة القدم.إي يو (الإنجليزية)
- جون كوتينو على موقع Soccerway.com (الإنجليزية)